# هربرتون (کوئینزلند)
هربرتون (به انگلیسی: Herberton) یک شهرک در استرالیا است که در کوئینزلند واقع شده‌است.